# 中澤アユム
中澤 アユム（なかざわ あゆむ）は日本の男性声優。フリーランス(元AG-promotion所属)。主にアダルトゲームに出演。中澤歩名義も使用していた。

## 出演作品

### OVA
- 姉、ちゃんとしようよっ!総集編 〜Special Edition〜（クロウ）[4]
- 春恋*乙女 〜乙女の園で逢いましょう。〜（及川 佑）[5]
- G-taste（男）[6]
- DISCIPLINE（須藤）[7]
- そよかぜのおくりもの -Wind Pleasurable Box-（マスター）[8]
- 雪夜一夜物語（若殿）[9]
- 姉とボイン（監督）[10]
- あなたの知らない看護婦 〜性的病棟24時〜（売人）[11]
- ドリームノート（売人）[12]
- フォルト!!（松岡 蛍）[13]
- STARLESS（沢渡幸人）

- 魔法少女アイ（男達、先生、客B）
- 魔法少女アイ参（ゆらぎ2、大学生）

### 2001年以前
- 箱入り娘（男）[14]
- 悪戯III（男）[15]
- 同心 〜三姉妹のエチュード〜[16]
- 不確定世界の探偵紳士Hardcore![17]

### 2002年
- Wind -a breath of heart-（マスター）[18]
- MOON.DVD～Final Version～（相田）[19]

### 2003年
- ONE 〜輝く季節へ〜 Full Voice Ver.（住井 護）[20]
- After...（住井 護）[21]
- めぐり、ひとひら。（翁 俊信）[22]
- 2×4! -ひとつ屋根の下で-（矢部 充）[23]
- Clover Heart's（ロベルト＝イチモンジ）※中澤歩名義[2][3]
- ぷるるん授業[24]
- EVE（二階堂 進）

### 2004年
- お嬢様イケませんっ!（教授）[25]
- Like Life[26]
- 巫女さん細腕繁盛記（酒井 義弘）[27]
- はるのあしおと（男）[28]
- ときどきパクッちゃお!（TVレポーター）[29]
- Soul Link（沢渡 他）[30]
- 仮想=現実 〜ハーレム・シミュレーター〜（ゴン太）[31]

### 2005年
- ANGEL TYPE（設楽 章）[32]
- _summer（男子生徒）[33]
- プリンセス小夜曲（男子生徒）[34]
- VAMPANERA-絶望の地下室-（ゼス・コーナー）[35]

### 2006年
- Horizont（レヴィア）[36]
- 巫女さんファイター涼子ちゃん-巫女さん細腕繁盛記外伝-（酒井 義弘）[37]
- 初恋撫子（西神 洋）[38]
- こんな娘がいたら僕はもう…!!（ススム）[39]
- とり×とり 〜えっちしてくんないとイタズラしちゃうゾ?〜（イグニオス）[40]
- なつぽち[41]

### 2007年
- 見上げた空におちていく（速見 礼次）[42]
- chu×chuアイドル（男）[43]
- ドラクリウス（久住 秀介）[44]
- 風輪奸山「この身幾たび汚されようとも……」（今柄 義範）[45]
- ね〜PON?×らいPON!（主人公3）[46]
- 仁侠華乙女（長谷 大周）[47]
- エターナルファンタジー（ティライユル）[48]
- 僕がサダメ 君には翼を。（草薙 総一）[49]
- ぱすてる（相川 マサシ）[50]
- FairChild -フェアチャイルド-（日菜森 真白、城島 秀人）[51]

### 2008年
- 新妻イカせてミルク! 団地妻、昼下がりの下半身事情（旦那）[52]
- こんぼく麻雀 〜こんな麻雀があったら僕はロン!〜（ススム）[53]
- 二代目は魔法少女（イグニオス）[54]
- ユニティマリアージュ〜ふたりの花嫁〜（カメラマン）[55]
- Aion Garden[56]
- 学園催眠奴隷[57]

### 2009年
- ピグマリオン（レオナルド、おねえ系ディレクター）[58]
- ホリゾーンの上（メイユール・ミュゼ）[59]
- 彼女が見舞いに来ない理由（加賀美 泰治）[60]
- フォルト!!（松岡 螢）[61]
- トロピカルKISS（カツマタ）[62]
- 絶対★魔王 〜ボクの胸キュン学園サーガ〜（執事B）[63]

### 2010年
- シェイプシフター（ゲノール管理官）[64]
- ぴゅあら[65]
- 姉です。[66]
- Maximum Magic（ヘイジームーン）[67]
- 魔界天使ジブリール4[68]
- あまつみそらに![69]
- 風紀委員長 聖薇[70]
- 廻り巡ればめぐるときっ!?（三倉 甚兵衛）[71]
- ボクラはピュアチューレ（神木 清治郎）[72]
- Elle:PrieR 〜しあわせの欠片をさがして〜（オヤブン）[73]
- 恋と選挙とチョコレート[74]

### 2011年
- 未来ノスタルジア（羽鳥 映）[75]
- 魔法神姫リリカ（ダイヤの騎士）[76]

### 2012年
- フォルト!!S〜新たなる恋敵〜（松岡 螢）[77]
- 黄昏の先にのぽる明日 -あっぷりけFanDisc-（速見 礼次[78]）

### 一般作品
- 吸血奇譚 ムーンタイズ（久住）[79]

### ドラマCD
- 姉、ちゃんとしようよっ!2（クロウ）[80]
- 姉、ちゃんとしようよっ!2Vol.2（クロウ）[81]
- 姉、ちゃんとしようよっ!2Vol.3（クロウ）[82]

### その他
- 赤箱[83]
- 核融合少女リップルちゃん（ナレーション）[84]※中目黒わくわくモンキーパークでのラジオドラマ